# Glucano 1,4-alfa-glicosidase

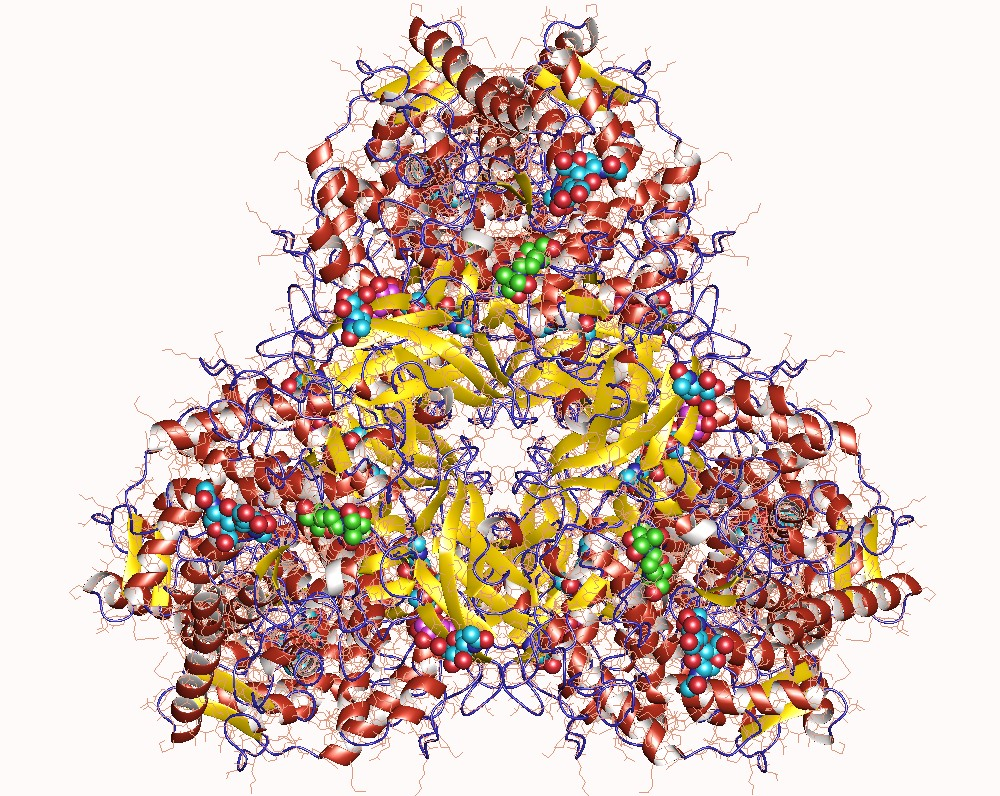
Glucano 1,4-α-glicosidase
(γ-amilase)

A glucana 1,4-α-glicosidase' (Numero EC: 3.2.1.3), anteriormente conhecida por γ-amilase', é uma enzima localizada na borda em escova do intestino delgado. Outros nomes dados a esta enzima são: glucoamilase, amiloglicosidase, α-glucosidase lisossomal, maltase ácida, exo-1,4-α-glicosidase, glicose amilase, γ-1,4-glucano glicohidrolase, 1,4-α -D-glucano glicohidrolase e tem o nome sistemático de 4-α-D-glucano glicohidrolase. Esta enzima catalisa a seguinte reacção química:
Hidrólise de resíduos terminais α-D-glicose com ligações (1→4) sucessivas das extremidades não redutoras das cadeias com libertação de β-D-glicose
A maioria das formas desta enzima também pode hidrolisar rapidamente ligações glicosídicas 1,6-α-D quando a ligação seguinte na sequência é 1,4. Pertencem a várias famílias diferentes, como a glicósido hidrólase família 15 de fungos, a glicosídeo hidrólase família 31 do intestino humano (MGAM) e a glicósido hidrólase família 97 das formas bacterianas.